# 神圣计划书简集

中文《神圣计划书简集》封面

神圣计划书简集收集了阿博都巴哈于1916年3月至1917年3月在美国和加拿大撰写的14封信。这些信首先在美国的《西方之星》杂志上发表，前5封信刊登于于1916年9月，其余信件则在第一次世界大战结束后的1918年11月刊登。这些信在1919年的里兹万会议时面世。
这些信件中的4封面向整个北美的巴哈伊社区，其余则面向其中的特定区域。其中，将信仰介绍到全球各个国家、区域、岛屿的先驱者的重要性特别被强调。
这些信，连同巴哈欧拉的《卡尔迈勒书简》、及《阿博都巴哈的遗嘱》被守基·阿芬第称为巴哈伊信仰行政体系的宪章。